# Людольф (граф Брауншвейга)
Людольф (нем. Liudolf; ок. 1003/1005—23 апреля 1038) — граф в Дерлингау и Гуддинггау, граф Брауншвейга, маркграф Фрисландии с 1028 года; сын Бруно I, графа Дерлингау и Брауншвейга, и Гизелы, дочери герцога Швабии Германа II.

## Биография

### Правление
Людольф был сыном от первого брака императрицы Гизелы Швабской, которая третьим браком вышла замуж за императора Священной Римской империи Конрада II. От отца Людольф унаследовал владения в Саксонии. Также он был единоутробным братом герцогов Швабии Эрнста II и Германа IV.
О нём известно довольно мало. Титмар Мерзебургский упоминает в 1015 году некоего молодого графа Людольфа, который участвовал в конфликте императора Генриха II против польского князя Болеслава I, но имперский отряд был разбит в битве 1 сентября, а сам Людольф попал в плен. Освобождён из плена Людольф был только после примирения императора Генриха с Болеславом осенью 1017 года. Однако неизвестно, можно ли точно отождествить Людольфа, упоминаемого Титмаром, с Людольфом Брауншвейгским.
В 1028 году отчим Людольфа, император Конрад II, утвердил за ним Фризскую марку, располагавшуюся в Средней Фрисландии, в которую также входили гау Ставерго, Остерго, Вестерго и Иссельго. Вероятнее всего он получил эти владения посредством брака.
Согласно «Саксонскому анналисту» и «Хильдесхаймским анналам», Людольф умер 23 апреля 1038 года, при этом он упоминается как граф Саксонии.
Обширные владения Людольфа в Саксонии и Фрисландии унаследовали его сыновья Бруно II и Экберт I.

### Брак и дети
Вопрос о происхождении жены Людольфа остается дискуссионным. «Саксонский анналист» говорит, что её звали Герберга. Поскольку ни в каких источниках не упоминается, что Бруно I, отец Людольфа, имел владения во Фрисландии, то было высказано предположения, что Людольф унаследовал Фризскую марку посредством брака, и что Гертруда могла быть дочерью фрисландского графа Арнульфа Гентского. Однако данная точка зрения не находит документального подтверждения, тем более что не существует доказательств, что Арнульф Гентский владел Средней Фрисландией. Кроме того, Арнульф умер в 993 году и ни в каких источниках не говорится, что у него была дочь.
Однако существуют источники, которые позволили выдвинуть другую гипотезу о происхождении Гертруды. В созданных в XIII веке Альбертом, аббатом монастыря в Штаде так называемых «Штаденских анналах» указывается, что имением Эльсдорф владела некая Ида, знатная дама родом из Швабии, которая была дочерью брата императора Генриха III, а также сестры папы Льва IX. В другом источнике, «Санкт-Галленских анналах» упоминается Ида из Отерсберга, «дочь графа Люпальда». Поскольку Эльсдорф и Отерсберг располагаются рядом, историки сделали вывод о том, что Ида из Эльсдорфа и Ида из Отерсберга — одно лицо, а граф Люпальд и брат императора Генриха III — это Людольф Брауншвейгский. Поскольку согласно «Штаденским анналам» матерью Иды была сестра папы Льва IX, происходившего из рода графов Эгисхайма и Дагсбурга, то её отцом был Гуго VIII, граф в Эльзасском Нордгау и Эгисхайме. Однако ряд историков сомневаются в том, что нужно буквально принимать известие о том, что Ида была сестрой папы Льва IX, поскольку «Штаденские анналы» были созданы много позже описываемых событий, и данное может быть попыткой Альберта Штаденского доказать родство Иды не только с императорами, но и с папой для того, чтобы увеличить авторитет аббатства.
Некоторые историки, например Эдуард Главичка, попытались реконструировать происхождение Гертруды на основании сообщения «Хильдесхаймских анналов», которые упоминают, что в 1019 году епископ Хильдесхайма Бернвард на соборе в Госларе аннулировал брак Готшалька, сына маркграфа Мейсена Эккехарда I, и Гертруды, дочери графа Экберта. Причиной этого могло стать слишком близкое родство. Её отождествили с Гертрудой, женой графа Людольфа. В качестве одного из аргументов использовались данные ономастики — один из сыновей Гертруды был назван Экберт. По мнению Главички отцом Гертруды был Экберт Младший из знатного саксонского рода Биллунгов, один из сыновей Экберта Одноглазого, который в 966 и в 968 годах упоминается как граф во Фрисландии, благодаря чему Людольф мог унаследовать Фризскую марку.
Жена: с ок. 1019? Гертруда (ум. 21 июля 1077). Дети:
- Ида из Эльсдорфа (ок. 1020 — до 1084); 1-й муж: Луитпольд (ум. до 1055), граф Штаде, возможно идентичен Луитпольду (ок. 1020/1025 — 9 декабря 1043), маркграфу Венгерской марки из династии Бабенбергов; 2-й муж: с 1055 Дедо, граф Дитмаршена; 3-й муж: Этелер, граф Дитмаршена
- Бруно II (ок. 1024 — 26 июля 1057), граф Брауншвейга, маркграф Фрисландии с 1038
- Экберт I Старший (ок. 1025—1068), граф Брауншвейга, маркграф Фрисландии, маркграф Мейсена с 1067
- (?) Матильда (ок. 1025/1026 — 1044); муж: с 1034 Генрих I (1009/1010 — 4 августа 1060), король Франции
- (?) дочь; муж: Конрад, граф Хальдеслебена

Существовала гипотеза, что дочерью Людольфа была Агата, жена англосаксонского принца Эдуарда Изгнаника. Её автором был венгерский историк Йозефа Херцога, её развил другой венгерский историк Сабольч де Важай. Эта теория господствовала в исторической науке на протяжении тридцати лет, пока Рене Жетте не предложил другую гипотезу происхождения Агаты.